# 民福寺站
民福寺站是位于重庆市江津区西湖镇的一个铁路车站，邮政编码402281，有川黔铁路经过该站。车站距离重庆站62公里，隶属成都铁路局重庆车务段，是四等站，客运每日有一对慢车停靠；不办理货运业务。